# Nascoso è il mio sol (Mozart)
Nascoso è il mio sol (en italiano, ‘Oculto está mi sol’) en fa menor, K. 557, es un canon para cuatro voces a cappella de Wolfgang Amadeus Mozart; Mozart incluyó esta obra en su catálogo temático el 2 de septiembre de 1788, siendo el quinto de una serie de diez cánones.

## Música
El canon está escrito en compás de compasillo y en la tonalidad de fa menor. El tema presenta una extensión de doce compases; entrando cada una de las voces transcurridos tres compases. El canon presenta una indicación de Adagio y se caracteriza por el uso de una armonía inusualmente cromática.
Tema:

## Texto
| Nascoso è il mio sol e sol qui resto, piangete voi il mio duol, ch'io moro presto | Oculto está mi sol y yo me quedo aquí solo, llorad vosotros mi dolor, que yo moriré pronto. |
Este texto parece haber gozado de gran popularidad, particularmente para componer cánones; de esta forma, fue utilizado también para la composición de piezas de este género por compositores como el veneciano Antonio Caldara (1670-1736). El padre de Mozart, Leopold, copió siete cánones de Caldara, incluido uno con este mismo texto, por lo que es probable que su hijo Wolfgang los conociese; esta hipótesis se ve respaldada, asimismo, por la inclinación que sentía el genio austriaco por la inclusión de pasajes cromáticos, probablemente influenciado por el maestro veneciano.

## Obras relacionadas
Otros cánones que Mozart también apuntó en su catálogo temático el día 2 de septiembre de 1788 son: Alleluia (KV 553) y Ave Maria (KV 554), ambas de tema religioso; Caro bell'idol mio (KV 562), de tema amoroso; Difficile lectu mihi Mars (KV 559), O du eselhafter Peierl (KV 560a) y Bona nox (KV 561), los cuales usan un lenguaje obsceno, marcado por la presencia de humor escatológico.